# Derek Benfield

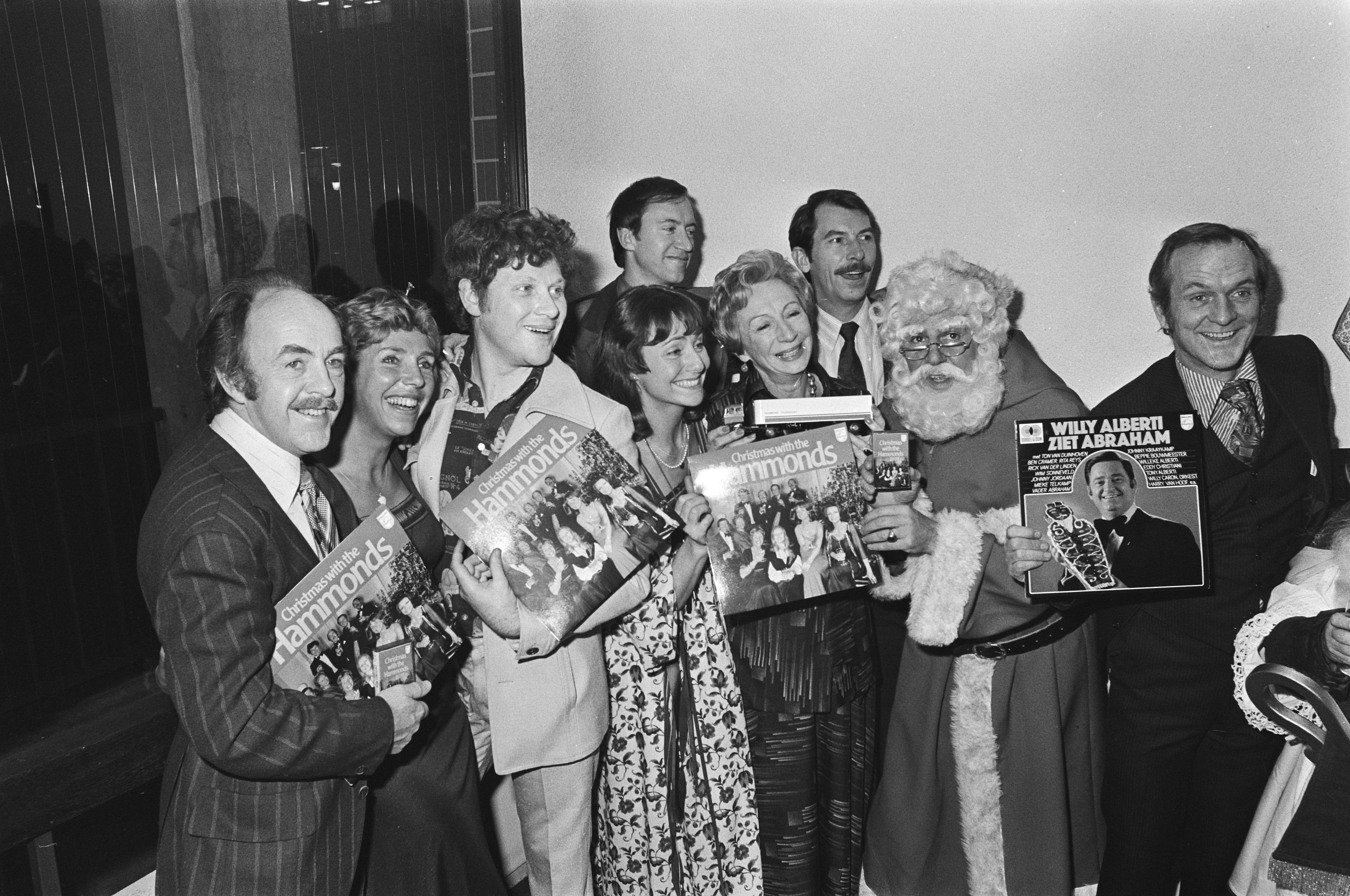
Derek Benfield (links) (1972)

Derek Benfield (* 11. März 1926 in Bradford, England; † 10. März 2009 in Esher, England) war ein englischer Schauspieler und Bühnenautor.

## Leben
Benfield wurde 1926 in Bradford in der nordenglischen Grafschaft Yorkshire als drittes von vier Kindern eines Journalisten geboren und besuchte die Grammar School im benachbarten Bingley. Nach dem Schulabschluss leistete er zwischen 1944 und 1946 seinen Militärdienst und nahm in dieser Zeit auch am Zweiten Weltkrieg teil, zunächst in einem Regiment seiner Heimat Yorkshire, den „Green Howards“, dann als Radionachrichtensprecher für den British Forces Broadcasting Service.
Nach seiner Zeit beim Militär studierte er Schauspiel an der Royal Academy of Dramatic Arts in London – wo er für seine Darstellung in Terence Rattigans „French without tears“ den Gertrude-Lawrence-Award erhielt – und war von 1948 an in Ensembles verschiedener Stadttheater, unter anderem in Salisbury, Worthing und Preston, später im Londoner West End engagiert. Ab Mitte der 1950er-Jahre war er in zahlreichen Produktionen auch im Fernsehen zu sehen, vor allem in Serien der BBC.
Benfields erstes eigenes Bühnenstück, „The Young in Heart“, erschien im Dezember 1953.
Seitdem wurden und werden seine Stücke in zahlreiche Sprachen übersetzt und europaweit an großen Schauspielhäusern mit namhafter Besetzung, in England etwa mit Arthur Lowe oder Tim Brooke-Taylor, in Frankreich mit Marc Camoletti, aufgeführt. Insgesamt schrieb Benfield über 30 vorwiegend komödiantische Theaterstücke, die sich bis heute in den Programmen großer deutscher Verlagshäuser wie etwa Rowohlt finden.
Derek Benfield verstarb am 10. März 2009, dem Vorabend seines 83. Geburtstags, in einem Hospiz im südenglischen Esher, nahe London.
Benfield war von 1953 bis zu seinem Tode mit der Schauspielerin Susan Lyall Benfield, geb. Grant, verheiratet, die er während seines Engagements in Preston kennengelernt hatte; das Paar lebte zuletzt in London, gemeinsam haben sie einen Sohn und eine Tochter.

## Bühnenstücke (Auswahl)
(Nachfolgend sind die Titel der deutschen Übersetzungen aufgelistet; das Erscheinungsjahr bezieht sich auf die in Klammern stehenden Titel der Originalfassungen.)
- Das Einmaldrei der Liebe (Mixed company), 1975
- In der Klemme (in einer früheren Übersetzung auch: Türschlosspanik; Caught on the hop), 1977
- KILLE KILLE (in einer früheren Übersetzung auch: Horror frei Haus; Beyond a joke), 1979
- Love-Jogging (Touch and go), 1982
- Ausgerechnet du! (Look who's talking), 1983
- Zwei links – zwei rechts (Bedside manners), 1986
- Ein Zwilling kommt selten allein (Flying Feathers), 1987
- Mit einem Zeh im Wasser (A toe in the water), 1989
- Auf die Plätze, fertig, lo…ve (Anyone for breakfast), 1991
- Rein oder raus (Up and running), 1994
- Falscher Tag, falsche Tür (Don't lose the place), 1996
- Liebe Second Hand (Second time around), 2000

## Filmografie (Auswahl)

### Fernsehen
- Return to the Lost Planet (als Professor Bergmann; BBC), 1955
- Coronation Street (als Walter Greenhalgh; ITV), 1961–69
- 1969: Paul Temple (Folge: Message from a Dead Man als Victor Burges)
- Timeslip (als Frank Skinner; ITV), 1970–71
- The Brothers (als Bill Riley; BBC), 1972–76
- Remington Steele (in Episode „Das Malteserkreuz“ als Hector Toulouse; NBC), 1984
- First of the Summer Wine (als Mr. Scrimshaw; BBC), 1988–89
- Agatha Christie’s Poirot (in Episode „Das Rätsel von Cornwall“ als Dr. Adams; ITV), 1990
- Hetty Wainthropp Investigates (als Robert Wainthropp; BBC), 1996–98

### Filme
- 1964: House of Glass
- 1985: Lifeforce – Die tödliche Bedrohung
- 1987: Intimate Contact

## Zitat
„In einer Welt voller Sorgen und Probleme muss es auch leichte, heitere Komödien geben. Lachen ist das einzige Allheilmittel, das uns von Natur aus gegeben ist. Wenn ich die strahlenden, vergnügten Gesichter der Leute sehe, die das Theater verlassen, nachdem sie ein Stück von mir gesehen haben, weiß ich, es hat sich gelohnt. Außerdem – ich habe gern etwas zu beißen.“ Derek Benfield